# Comodoro Rivadavia
Comodoro Rivadavia és una ciutat de la Patagònia argentina dins la província de Chubut al sud de l'Argentina, es troba al Golf de San Jorge, de l'oceà Atlàntic als peus del Turó Chenque (Cerro Chenque). Comodoro Rivadavia és la ciutat més important de la Conca de San Jorge.
Sovint rep el nom simplement de Comodoro. El 2001 tenia 137.061 habitants i el 2010 182.631
Comodoro Rivadavia és un centre comercial i del transport per a la regió del voltant, és la ciutat més gran de Chubut, i un important punt d'exportació de petroli Hi ha un gasoducte de 1.770 km que porta gas natural de Comodoro Rivadavia a Buenos Aires.
Va ser fundada per decret de 23 de febrer de 1901, com a port per Sarmiento. Entre els primers pobladors hi havia Boers que fugien del govern britànic sobre Àfrica del Sud, com també gal·lesos.
La ciutat rep el nom en honor del ministre de la marina argentí Martín Rivadavia, el qual proposava el desenvolupament del sud de l'Argentina. L'any 1907 es va trobar petroli a Comodoro Ribadavia a una fondària de 539 m.
Actualment hi ha també aprofitament de l'energia eòlica al Cerro Chenque i turons dels voltants i proporciona el 20% de l'energia que necessita la ciutat.
És seu de la Universidad Nacional de la Patagonia i la seva catedral està dedicada a Sant Joan Bosco.
El seu aeroport internacional es diu General Enrique Mosconi (codi CRD/SAVC).

## Clima
Comodoro Rivadavia té un clima semiàrid. La ciutat rep menys de 250 mm de pluviometria (210 litres) però la seva evapotranspiració és relativament baixa i compensa en part l'aridesa. El mes més fred és juliol (hivern austral) amb temperatures mitjanes màximes de 10 °C i les mínimes de 3 °C (mitjana 6,5 °C). El gener les màximes són de 24 i les mínimes de 14 °C (mitjana de 19 °C), Les pluges són molt homogènies durant tots els mesos de l'any, el mínim són 10 litres de mitjana en diversos mesos i el màxim de 30 litres al maig.